# ریننسفالون
در کالبدشناسی، مغزِ بویایی یا ریننسفال (انگلیسی: Rhinencephalon) بخشی از مغز است که در پردازش حس بویایی نقش دارد. این بخش، قشر کهن را در مغز انسان شکل می‌دهد.
مغز بویایی مشتمل بر لوب بویایی، ماده سوراخ‌دار جلویی، شیار زیر جسم پینه‌ای و ناحیه اطراف لوب بویایی است.
به مغز بویایی، بویامغز، مرکز بویایی مغز، بینی مغز و مرکز شامه هم گفته‌اند. نام ریننسفال از واژه‌های یونانی ῥίς (rhis به‌معنای «بینی») و ἐγκέφαλος (enkephalos به‌معنای «مغز») گرفته شده است.

## اجزا
اصطلاح «مرکز بویایی مغز» در دوره‌های مختلف برای اشاره به ساختارهای گوناگونی به‌کار رفته است.
یک تعریف، آن را شامل پیاز بویایی، راه بویایی، هسته بویایی قدامی، ماده سوراخ‌دار قدامی، نوار بویایی میانی، نوار بویایی جانبی، بخش‌هایی از آمیگدال و ناحیه پره‌پیریفورم (Prepyriform) می‌داند.
برخی منابع نواحی دیگری از مغز را که با ادراک بو در ارتباط‌اند نیز جزء مرکز بویایی مغز طبقه‌بندی می‌کنند، اما نواحی‌ای از مغز انسان که مستقیماً از پیاز بویایی رشته عصبی دریافت می‌کنند به بخش‌هایی از قشر کهن محدود هستند؛ بنابراین، مرکز بویایی مغز شامل پیاز بویایی، راه بویایی، تکمه بویایی و ترک پوستی، هسته بویایی قدامی و بخش‌هایی از بادامک و قشر پیریفرمی است.

## در گونه‌های مختلف
رشد مرکز بویایی مغز در میان گونه‌های گوناگون متفاوت است. ناحیه کوچکی در محل اتصال لوب پیشانی و لوب گیجگاهی و نیز ناحیه‌ای از قشر مغز بر روی انکوس از پیچش پاراهیپوکامپی (که هر دو از بخش‌های قشر بویایی هستند)، ساختاری متفاوت دارند که به آن «قشر دیگرگونه» (allocortex) می‌گویند. این ساختار نسبت به بیشتر بخش‌های مخ از نظر تبارزایی قدیمی‌تر بوده و جزو قشر کهن به‌شمار می‌رود.